# Rylee Field
Pour les articles homonymes, voir Field.
Rylee Field, né le 11 juillet 1994 à Sydney, est un coureur cycliste australien.

## Biographie
En 2020, il se distingue en remportant l'étape reine puis le classement général de la New Zealand Cycle Classic. 

## Palmarès
- 2017
  - Gunnedah to Tamworth Race[3]
- 2019
  - 2e étape du Tour of the Great South Coast
  - 3e du Tour des Tropiques
- 2020
  - New Zealand Cycle Classic :
    - Classement général
    - 4e étape

## Classements mondiaux
| Année                                 | 2020 |
| ------------------------------------- | ---- |
| Classement mondial                    | 690e |
| UCI Oceania Tour                      | 39e  |
|                                       |      |
| Légende : nc = non classéSource : UCI |      |